# Ozana Giusca
Ozana Giusca (n. 16 septembrie 1972, București)

## Legături externe
- Official website: www.ozanagiusca.com
- Company website: www.tooliers.com